# Andrena waldmerei
Andrena waldmerei är en biart som beskrevs av Laberge och Bouseman 1970. Andrena waldmerei ingår i släktet sandbin, och familjen grävbin. Inga underarter finns listade i Catalogue of Life.